# Christophe Laporte
Christophe Laporte (ur. 11 grudnia 1992 w La Seyne-sur-Mer) – francuski kolarz szosowy. Brązowy medalista olimpijski w wyścigu ze startu wspólnego (2024), wicemistrz świata (2022) oraz mistrz Europy w tej samej konkurencji (2023).

## Osiągnięcia
Opracowano na podstawie:

2013
- 2. miejsce w igrzyskach śródziemnomorskich (start wspólny)

2015
- 3. miejsce w Le Samyn
- 3. miejsce w Grand Prix de Wallonie
- 1. miejsce w Tour de Vendée

2017
- 1. miejsce w Tour de Vendée

2018
- 2. miejsce w Étoile de Bessèges
  - 1. miejsce na 2. etapie
- 1. miejsce w klasyfikacji punktowej Tour de La Provence
  - 1. miejsce na 1. i 3. etapie
- 4. miejsce w Gandawa-Wevelgem
- 1. miejsce w Tro Bro Leon
- 1. miejsce na 3. etapie Baloise Belgium Tour
- 1. miejsce na 1. etapie Tour de Luxembourg
- 2. miejsce w Grand Prix d’Isbergues
- 3. miejsce w Paryż-Bourges

2019
- 1. miejsce w Étoile de Bessèges
  - 1. miejsce w klasyfikacji punktowej
  - 1. miejsce na 2. i 4. etapie
- 1. miejsce na prologu i 1. etapie Tour de Luxembourg
- 1. miejsce w Tour du Poitou-Charentes
  - 1. miejsce na 1., 2. i 4. etapie
- 2. miejsce w Duo Normand
- 3. miejsce w Grand Prix d’Isbergues
- 2. miejsce w Tour de Vendée

2021
- 1. miejsce w klasyfikacji punktowej Étoile de Bessèges
  - 1. miejsce na 1. etapie
- 2. miejsce w Dwars door Vlaanderen
- 1. miejsce w Circuit de Wallonie
- 1. miejsce na 1. etapie Tour du Limousin
- 1. miejsce w Grand Prix de Wallonie

2022
- 1. miejsce na 1. etapie Paryż-Nicea
- 2. miejsce w E3 Saxo Bank Classic
- 2. miejsce w Gandawa-Wevelgem
- 1. miejsce na 19. etapie Tour de France
- 1. miejsce w Danmark Rundt
  - 1. miejsce w klasyfikacji punktowej
  - 1. miejsce na 5. etapie
- 2. miejsce w mistrzostwach świata (start wspólny)
- 1. miejsce w Binche-Chimay-Binche

2023
- 3. miejsce w Omloop Het Nieuwsblad
- 1. miejsce w Gandawa-Wevelgem
- 1. miejsce w Dwars door Vlaanderen
- 1. miejsce w klasyfikacji punktowej Critérium du Dauphiné
  - 1. miejsce na 1. i 3. etapie
- 1. miejsce w mistrzostwach Europy (start wspólny)

2024
- 3. miejsce w igrzyskach olimpijskich (start wspólny)

## Rankingi
| Rok             | 2013 | 2014 | 2015 | 2016 | 2017 | 2018 | 2019 | 2020 | 2021 | 2022 | 2023 | 2024 |
| --------------- | ---- | ---- | ---- | ---- | ---- | ---- | ---- | ---- | ---- | ---- | ---- | ---- |
| World Ranking   |      |      |      | 622. | 195. | 59.  | 99.  | 455. | 41.  | 13.  | 18.  | 45.  |
| UCI Europe Tour | 667. | 368. | 65.  | 563. | 129. | 24.  | 81.  | 373. | 35.  | 11.  | 17.  | 34.  |
|                 |      |      |      |      |      |      |      |      |      |      |      |      |
| Źródło: UCI     |      |      |      |      |      |      |      |      |      |      |      |      |